# NGC 149
NGC 149 je galaksija u zviježđu Andromeda.

## Vanjske poveznice
- SEDS: NGC 0149